# ジャンピン・ジャック・フラッシュ (アルバム)
『ジャンピン・ジャック・フラッシュ』（原題：Aretha）は、アメリカ合衆国の歌手アレサ・フランクリンが1986年10月にアリスタ・レコードから発表したスタジオ・アルバム。日本盤のタイトルは、本作に収録されたローリング・ストーンズのカヴァー「ジャンピン・ジャック・フラッシュ」に由来している。ジョージ・マイケルとデュエットした「愛のおとずれ」が、シングル・カットされて全米・全英1位を獲得した。

## 背景
前作『フリーウェイ・オブ・ラヴ』（1985年）に引き続きナラダ・マイケル・ウォルデンがプロデュースした。ただし、ローリング・ストーンズのカヴァー「ジャンピン・ジャック・フラッシュ」はキース・リチャーズがプロデュースしており、このカヴァーは1986年の映画『ジャンピン・ジャック・フラッシュ』のサウンドトラックで使用された。
アンディ・ウォーホルがジャケット・デザインを手掛けており、本作のジャケットは『コンプレックス』誌が2013年に選出した「アンディ・ウォーホルによってデザインされたアルバム・カヴァー10」の一つに選ばれた。

## 反響・評価
本作はアメリカのBillboard 200で32位に達した。本作からのシングルは、1986年に「ジャンピン・ジャック・フラッシュ」がBillboard Hot 100で21位、「ジミー・リー」が28位に達して、1987年にはジョージ・マイケルとデュエットした「愛のおとずれ」で1位を獲得し、「ロック・ア・ロット」は82位に達した。
グラミー賞では本作が最優秀女性R&Bボーカル・パフォーマンス賞を受賞し、また、「愛のおとずれ」で最優秀R&Bパフォーマンス賞（デュオまたはグループ）を受賞した。

## 収録曲
1. ジミー・リー - "Jimmy Lee" (Narada Michael Walden, Jeffrey Cohen, Preston Glass, Anukampa Lisa Walden) - 5:45
2. 愛のおとずれ - "I Knew You Were Waiting (For Me)" (Simon Climie, Dennis Morgan) - 4:00
  - ジョージ・マイケルとのデュエット
3. ドゥ・ユー・スティル・リメンバー - "Do You Still Remember" (J. Cohen, P. Glass, Walter Afanasieff) - 5:05
4. ジャンピン・ジャック・フラッシュ - "Jumpin' Jack Flash" (Mick Jagger, Keith Richards) - 5:02
5. ロック・ア・ロット - "Rock-A-Lott " (N. Walden, Joe Johnson, P. Glass) - 6:19
6. エンジェル・クライズ - "An Angel Cries" (S. Climie, D. Morgan) - 5:00
7. ヒール・カム・アロング - "He'll Come Along" (Aretha Franklin) - 4:11
8. 今宵ふたりで - "If You Need My Love Tonight" (N. Walden, P. Glass, Alan Glass) - 4:29
  - ラリー・グラハムとのデュエット
9. ルック・トゥ・ザ・レインボウ - "Look to the Rainbow" (Burton Lane, E.Y. Harburg) - 5:14

## 参加ミュージシャン
- アレサ・フランクリン - ボーカル、ピアノ

- ナラダ・マイケル・ウォルデン - ドラムス(on #1, #2, #3, #5, #6, #8)、ピアノ(on #1)、プログラミング(on #6)、パーカッション(on #8)
- ジョージ・マイケル - ボーカル(on #2)
- ラリー・グラハム - ボーカル(on #8)
- ウォルター・アファナシェフ - シンセサイザー(on #1, #2, #3, #5, #6)、ピアノ(on #1)、プログラミング(on #2, #3)、キーボード(on #8)
- デヴィッド・サンシャス - シンセサイザー(on #1, #5)、ハープ(on #3)
- ランディ・ジャクソン - アコースティック・ベース(on #1)、ベース・ギター(on #2, #4, #8)、5弦ベース(on #3, #6)、モーグ・ベース(on #5)
- コロラド・ラスティッチ - ギターシンセサイザー(on #1, #2, #5)、ギター(on #8)
- プレストン・グラス - ベル(on #1, #3)、パーカッション・プログラミング(on #2)、キーボード(on #8)
- ジェリー・ヘイ - トランペット(on #1)、ホーン・アレンジ(on #1)、ストリングス・アレンジ(on #2, #3, #6, #8)
- マーク・ルッソ - アルト・サックス(on #1)
- ケニー・G - テナー・サックス(on #1)
- ウェイン・ウォレス - トロンボーン(on #1)
- グレッグ・ゴナウェイ - タンブリン(on #2)、パーカッション(on #2, #5)、ティンバレス(on #5)
- キース・リチャーズ - リードギター(on #4)
- ロン・ウッド - ギター(on #4)
- アレン・ローガン - ギター(on #4)
- チャック・リーヴェル - キーボード(on #4)
- スティーヴ・ジョーダン - ドラムス(on #4)
- エディ・ミニンフィールド - テナー・サックス(on #5)
- ジェイソン・マーティン - シンバル(on #5)
- テディ・ホワイト - リズムギター(on #6)
- ヴァーノン・ブラック - ファンク・ギター(on #6)
- ポール・レコウ - コンガ(on #6)、シェイカー(on #6)
- オレステス・ヴィラト - ティンバレス(on #6)、カウベル(on #6)
- グレッグ・ポリー - ギター(on #7)

- デイヴィッド・T・ウォーカー - ギター(on #7)
- ニック・ジョンソン - キーボード(on #7)
- ジェイムズ・ジェマーソンJr. - ベース(on #7)
- James Gadsen - ドラムス(on #7)
- ダリル・ジャクソン - パーカッション(on #7)
- チャールズ・ヴィール - ストリングス(on #7)
- アーニー・フィールズJr. - ホーン(on #7)
- ドク・パウエル - ギター(on #9)
- ナット・アダレイJr. - キーボード(on #9)
- Francisco Centeno - ベース(on #9)
- ヨギ・ホートン - ドラムス(on #9)
- サンフォード・アレン - ストリングス(on #9)
- ジム・ギルストラップ - バッキング・ボーカル(on #2, #3, #5, #6)
- ケヴィン・ドーシー - バッキング・ボーカル(on #2, #3, #5, #6)
- ジニー・トレイシー - バッキング・ボーカル(on #2, #3, #6)
- マーナ・マシューズ - バッキング・ボーカル(on #2, #3, #6)
- ミス・キティ・ベートーヴェン - バッキング・ボーカル(on #2, #5, #6)
- クレイトーヴェン・リチャードソン - バッキング・ボーカル(on #2, #5)
- ジェニファー・ホール - バッキング・ボーカル(on #2, #3, #5, #6)
- マーガレット・ブランチ - バッキング・ボーカル(on #4, #7)
- ブレンダ・コルベット - バッキング・ボーカル(on #4, #7)
- Ortheia Barnds - バッキング・ボーカル(on #4)
- リズ・ジャクソン - バッキング・ボーカル(on #6)
- エスター・リッジウェイ - バッキング・ボーカル(on #7)
- グロリア・リッジウェイ - バッキング・ボーカル(on #7)